# Czekaj (Moderówka)
Czekaj – część wsi Moderówka w Polsce położona w województwie podkarpackim, w powiecie krośnieńskim, w gminie Jedlicze.
W latach 1975–1998 Czekaj administracyjnie należała do województwa krośnieńskiego.